# 列昂尼德·弗洛连季耶夫
列昂尼德·雅科夫列维奇·弗洛连季耶夫（俄語：Леонид Яковлевич Флорентьев；1911年12月11日（24日）—2003年2月8日），是苏联的政治家，苏联共产党中央委员会委员，曾任俄罗斯苏维埃联邦社会主义共和国农业部部长。

## 生平
1911年，出生。
1939年，入党。
19393年，任马里农业人民委员。
1943年，任马里省委书记。
1944年，任古比雪夫执行委员会第一副主席兼土地局局长。
1946年，任乌里扬诺夫斯克执行委员会副主席。
1947年，任乌里扬诺夫斯克执行委员会主席。
1948年，任部长会议保护造林总局副局长。
1954年，任阿尔泰执行委员会第一副主席。
1955年，任苏共阿尔泰省委第二书记。
1956年，任苏共科斯特罗马省委第一书记，为苏共中央候补委员。
1958年，为苏联最高苏维埃代表。
1965年，任苏俄农业部长。
1966年，为苏共中央委员。
1983年，退休。
2003年，去世。